# Lago El'gygytgyn
Il lago El'gygytgyn (in russo Эльгыгытгын?; pronuncia: ˈɛɬɣəˌɣətɣən) si trova nella Russia estremo-orientale, nell'Anadyrskij rajon del Circondario autonomo della Čukotka.

## Descrizione
Il suo unico emissario è l'Ėnmyvaam, affluente della Belaja; immissari sono una cinquantina di corsi d'acqua minori. Si trova sull'Altopiano dell'Anadyr' a un'altezza di 489 m s.l.m. Di forma arrotondata ha un diametro di circa 12 km e una superficie di 119 km². La sua profondità massima è di 174 m. Le sponde del lago sono delimitate dal permafrost, il suo spessore è di 481 m.
La trasparenza dell'acqua raggiunge i 40 metri di profondità. Il lago si è formato in seguito alla caduta di un meteorite, 3,6 milioni di anni fa.
Presso questo lago si trova una stazione di ricerca sul cambiamento climatico, dato che esso, non essendo mai stato coperto da un ghiacciaio, presenta uno strato di sedimenti accumulati dal Pliocene ad oggi, spesso 400 m.

## Clima
Il lago è ghiacciato per 9-10 mesi l'anno. Il ghiaccio raggiunge i due metri di spessore. Le temperature di giugno sono 6-7 °C alla superficie e 2,0-2,2 °C a circa 120 metri di profondità.

## Fauna
Il lago El'gygytgyn è abitato da sole tre specie ittiche, tutti salmerini, di cui due endemiche: Salvelinus boganidae, Salvelinus elgyticus (endemico) e Salvethymus svetovidovi (unico del suo genere, endemico del lago). Salvelinus boganidae è l'unico carnivoro. Varie altre specie, come Thymallus mertensii, Oncorhynchus keta, Prosopium cylindraceum e Coregonus anaulorum, accedono al lago tramite il fiume Ėnmyvaam, ma non lo abitano permanentemente.